# Крюков Володимир Вікторович
Володимир Вікторович Крюков (нар. 2 (15) липня 1897 — 16 серпня 1959) — радянський військовик, Герой Радянського Союзу (1945). У ході німецько-радянської війни нетривалий час був командувачем моторизованою та пізніше стрілецькою дивізією, з січня 1942 року і до кінця війни командував кавалерійськими корпусами. Разом із своєю другою дружиною, відомою співачкою Л. Руслановою зазнав репресій у ході «Трофейної справи» у повоєнні роки. Пізніше реабілітований і поновлений у званні. Генерал-лейтенант (з червня 1943).

## Біографія
Народився 15 липня 1897 року в Бутурлиновці (зараз місто Воронезької області РФ) у селянській родині. Росіянин. Закінчив училище в Рязані в 1914 році, московську школу прапорщиків в 1915 році.
У РСЧА з 1918 року. Учасник громадянської війни в Росії.
В 1924 році закінчив відділення старшого комскладу при вищій кавалерійській школі, та курс Військової академії імені Фрунзе в 1932 році.
Брав участь у радянсько-фінській війні 1939—1940 років.
У червні 1940 року йому присвоєно звання генерал-майор.
Брав участь у німецько-радянській війні з червня 1941 року.
Командир 2-го гвардійського кавалерійського корпусу (1-й Білоруський фронт) гвардії генерал-лейтенант Крюков керував бойовими діями частин корпусу у Вісло-одерській операції (12.01-3.02.45) у ході якої корпус відіграв вагому роль у звільненні Варшави та інших польських міст та згодом завдав значних втрат противнику у Східно-Померанській операції (10.02-4.4.45).
6 квітня 1945 року гвардії генерал-лейтенанту В. В. Крюкову присвоєно звання Героя Радянського Союзу.
Після війни продовжував службу в армії.
18 вересня 1948-го генерал-лейтенант В. В. Крюков заарештований, невдовзі була також заарештована його дружина — виконавиця російських народних пісень, заслужена артистка РРФСР Лідія Русланова. Офіційним звинуваченням було «грабіж і присвоєння трофейного майна у великих масштабах». Водночас було порушено клопотання перед Президією Верховної Ради СРСР про позбавлення В. В. Крюкова звання Героя Радянського Союзу й орденів.
У 1953 році реабілітований, відновлений у військовому званні генерал-лейтенант і в правах на нагороди. Після звільнення перебував на лікуванні, в листопаді 1953 року направлений на навчання.
У 1954 році закінчив Вищі академічні курси при Військовій академії Генштабу.
З 1957 року генерал-лейтенант Крюков у відставці. Жив у Москві. Помер 16 серпня 1959 року. Похований на Новодівочому кладовищі.